# Ylikätkäjärvi
Yli-Kätkäjärvi eller Ylikätkäjärvi är en sjö i Finland. Den ligger i kommunen Rovaniemi i landskapet Lappland, i den norra delen av landet, 700 km norr om huvudstaden Helsingfors. Yli-Kätkäjärvi ligger 113,2 meter över havet. Arean är 39,1 hektar och strandlinjen är 3,1 kilometer lång. Sjön  ingår i Kemi älvs huvudavrinningsområde. 